# Johann Edwin Lenzlinger
Johann Edwin Lenzlinger (* 1858 in Rällikon, Kanton Zürich; † 1927 in St. Gallen) war ein Schweizer Unternehmer im Bauwesen. Als Mitinhaber der Firma Gebrüder Lenzlinger führte er das von seinem Stiefvater gegründete Holzbauunternehmen im Zürcher Oberland in eine neue Phase industrieller Entwicklung. Später gründete er ein eigenes Baugeschäft in Zürich, das sein Sohn nach St. Gallen verlegte.

## Herkunft und Ausbildung
Johann Edwin Lenzlinger wurde 1858 als viertes Kind von Margaretha Wäckerlin (1830–1917) und Hans Jakob Zollinger (1803–1858) geboren. Sein Vater, ein wohlhabender Bauer und Säckelmeister in Egg, beging im selben Jahr Suizid. 1861 heiratete Margaretha erneut, und zwar den katholischen Zimmermann Joseph Lenzlinger (1824–1900), der die vier Kinder aus erster Ehe 1874 adoptierte. Von da an führten die Kinder den Namen Lenzlinger. Johann Edwin absolvierte eine Lehre im väterlichen Zimmereibetrieb in Niederuster. Danach besuchte er die renommierte Baugewerkschule Holzminden im Herzogtum Braunschweig (heute Niedersachsen). Dort erwarb er fundierte Kenntnisse im Bauwesen und entwickelte sich zu einem geselligen, unternehmerisch ambitionierten jungen Mann mit ausgeprägtem Selbstbewusstsein.

## Unternehmerisches Wirken
Nach dem Rückzug von Joseph Lenzlinger im Jahr 1880 übernahmen Johann Edwin und sein älterer Bruder Jacques Lenzlinger (1856–1945) das Unternehmen. Sie gründeten 1883 die Kollektivgesellschaft Gebrüder Lenzlinger und trieben die Industrialisierung der Firma voran.

## Mühle Niederuster und Wasserkraft
Ein entscheidender Schritt war 1883 der Erwerb der Mühle Niederuster aus einer Konkursmasse. Die Mühle verfügte über ein wertvolles Wasserrecht, das für die Energieversorgung des Betriebs genutzt wurde. Die Brüder errichteten eine Transmission vom Wasserrad zur Sägerei und installierten 1896 eine Jonval-Turbine der Firma Rieter (Winterthur), die bis 1967 in Betrieb blieb.

## Trennung der Brüder
Ab den 1890er Jahren kam es zu Meinungsverschiedenheiten zwischen den Brüdern. Während Jacques dem traditionellen Holzbau treu blieb und sich auf den Chaletbau spezialisierte, wollte Johann Edwin verstärkt mit Stein arbeiten und sich als Baumeister etablieren. Die Differenzen führten 1893 zur einvernehmlichen Auflösung der Partnerschaft. Johann Edwin erhielt 37'000 Franken Abfindung und gründete ein eigenes Baugeschäft in Zürich, das er später mit seiner Familie führte.

## Weitere Tätigkeit
Edwins Firma war in Zürich aktiv, musste nach wirtschaftlichen Schwierigkeiten jedoch die Liegenschaft an der Wehntalerstrasse verkaufen. Sein gleichnamiger Sohn übernahm den Betrieb und verlegte ihn später nach St. Gallen, wo das Geschäft weitergeführt wurde.

## Familie
Am 11. März 1879 heiratete Johann Edwin die aus Zollikon stammende Margaretha (Gritte) Müller (1859–1924). Sie war die Schwester seines Schwagers Jacques Müller. Die Ehe war temperamentvoll, aber stabil. Das Paar hatte zehn Kinder, von denen acht das Erwachsenenalter erreichten.
Die Familie blieb über Generationen hinweg eng mit dem Bauwesen verbunden. Die unternehmerische Tradition wurde über fünf Generationen in verschiedenen Regionen der Schweiz weitergeführt – insbesondere in Uster, Zürich und St. Gallen.

## Tod
Johann Edwin Lenzlinger verstarb im Jahr 1927 im Alter von 69 Jahren. Seine Ehefrau Gritte war bereits 1924 gestorben. 